# طاسية
طاسِيَّة أو جذور الخروف أو كأس الماء الآسيوي أو سرة البحر الهندية أو قصعة الماء (الاسم العلمي: Hydrocotyle)، جنس نباتات زاحفة مائية أو شبه مائية من فصيلة الأرالية.
سيقانها زاحفة طويلة غالباً ما تشكل حصائر كثيفة، على البرك والبحيرات والأنهار والمستنقعات وبعض الأنواع توجد في المناطق الساحلية للبحر.